# Discipline (Desmond Child)
Discipline è il primo e unico album in studio del cantautore e produttore discografico statunitense Desmond Child, pubblicato nel 1991.

## Tracce
1. The Price of Lovin' You (Child) – 3:51
2. Discipline (Child, Richie Sambora) – 5:07
3. I Don't Wanna Be Your Friend (Diane Warren) – 4:59
4. Love on a Rooftop (Child, Warren) – 5:19
5. You're the Story of My Life (Child, Warren) – 4:59
6. According to the Gospel of Love (Child, Sambora) – 6:10
7. Do Me Right (Child) – 4:20
8. Obsession (featuring Maria Vidal) (Child, Burt Bacharach) – 5:47
9. The Gift of Life (Child) – 7:10
10. A Ray of Hope (Don Paul Yowell) – 4:56

## Formazione
- Desmond Child – voce
- Joan Jett, Mark Free, Jesse Harte, Mitch Malloy, Kane Roberts, Rouge (Maria Vidal, Diana Grasselli, Myriam Valle) – cori
- Vivian Campbell, Butch Walker, John McCurry, Steve Lukather, Richie Sambora – chitarra
- Jeffrey "C.J." Vanston – tastiera, sintetizzatore
- Tony Levin, Abraham Laboriel – basso
- Vinnie Colaiuta, Tico Torres – batteria
- Michael Fisher – percussioni